# Психогенетика
Психогенетика (грец. рѕусһе — душа і грец. genesis — походження; англ. behavioral genetics) — наука про спадковість і мінливість психічних і психофізіологічних властивостей, що виникла на стику психології і генетики. У західній літературі частіше застосовується термін «генетика поведінки» (behavioral genetics).
Предметом психогенетики є взаємодія спадковості та середовища у формуванні міжіндивідуальної варіативності психологічних властивостей людини (когнітивних і рухових функцій, темперамента). Останніми роками активно розвиваються такі галузі психогенетики, як генетична психофізіологія, що досліджує спадкові й середовищні детермінанти біоелектричної активності мозку, генетика індивідуального розвитку, а також геноміка поведінки, яка вивчає вплив генетичних ефектів на поведінку і різні види психопатологій.

## Предмет психогенетики
Психогенетикою вивчаються в першу чергу ті психічні та психофізичні властивості людини, які можуть бути достовірно оцінені та вивчені. Зокрема, предметом дослідження часто стає спадковість і мінливість:
- девіантних форм поведінки;
- психічних хвороб;
- типів темпераменту;
- типів мозкових ритмів[2].

## Методи психогенетики
Так називають методи, що дозволяють визначити вплив спадкових факторів і середовища на формування тих чи інших психічних особливостей людини. Основними методами психогенетики є: популяційний, генеалогічний метод прийомних дітей і метод близнюків.
- Метод близнюків є одним з найінформативніших.

Він заснований на тому, що монозиготні (однояйцеві) близнюки мають ідентичний генотип, дизиготні (двояйцеві) — неідентичний. При цьому члени близнюкових пар будь-якого типу повинні мати подібне середовище виховання, тоді більша внутрішньопарна схожість монозиготних близнюків у порівнянні з дизиготними може свідчити про наявність спадкових впливів на мінливість досліджуваної ознаки. Істотне обмеження цього методу полягає в тому, що схожість власне психологічних ознак монозиготних близнюків може мати і негенетичне походження.
- Генеалогічний метод — дослідження подібності між родичами в різних поколіннях.

Для цього необхідне точне знання ряду ознак прямих родичів по материнській і батьківській лініях і охоплення якомога більш широкого кола кровних родичів.
Можливе також використання даних щодо достатнього числа різних сімей, що дозволяє виявити схожість родоводів. Цей метод застосовується головним чином у медичній генетиці та антропології. Однак подібність поколінь за психологічними ознаками може пояснюватися не тільки генетичною їх передачею, але й соціальною спадковістю.
- Популяційний метод дозволяє вивчати поширення окремих генів або хромосомних аномалій у людських популяціях.

Для аналізу генетичної структури популяції необхідно обстежити велику групу осіб, яка повинна бути репрезентативною, тобто такою, що дозволяє судити про популяцію в цілому. Цей метод також більш інформативний при вивченні різних форм спадкової патології.
- Аналіз наслідуваності нормальних психологічних ознак — даний метод, використаний ізольовано від інших методів психогенетики, надійних відомостей не дає, бо відмінності між популяціями у розподілі тієї чи іншої психологічної особливості можуть викликатися соціальними причинами, звичаями тощо.
- Метод прийомних дітей — зіставлення подібності з якою-небудь психологічного ознакою між дитиною та її біологічними батьками, з одного боку, дитиною і її прийомними батьками — з іншого.

Методи припускають обов'язкову статистичну обробку, специфічну для кожного методу. Найінформативніші способи математичного аналізу, які вимагають одночасного використання принаймні двох перших методів.